# İlhan Mansız
İlhan Mansız (ur. 10 sierpnia 1975 w Kempten im Allgäu w Niemczech) – turecki piłkarz występujący na pozycji napastnika, po zakończeniu profesjonalnej kariery piłkarskiej zajmujący się także łyżwiarstwem figurowym

## Kariera klubowa
İlhan Mansız zawodową karierę rozpoczynał w 1996 roku w Gençlerbirliği SK. Rozegrał dla niego dwa ligowe spotkania, po czym odszedł do Kuşadasısporu. Dla nowego klubu w sezonie 1997/1998 turecki napastnik strzelił dwanaście goli w 29 meczach, a w letnim okienku transferowym podpisał kontrakt z Samsunsporem. Przez dwa pierwsze sezony Mansız w linii ataku grałem razem z Serkanem Aykutem, natomiast podczas rozgrywek 2000/2001 stworzył duet napastników z Ertuğrulem Sağlamem. Przez trzy lata gry dla Samsunsporu Mansız uzyskał 26 trafień w pierwszej lidze, a jego zespół plasował się w dolnych rejonach tabeli Süper Lig.
Latem 2001 roku Turek przeniósł się do Beşiktaşu JK. W debiutanckim sezonie w barwach nowej drużyny w 30 ligowych pojedynkach zdobył 21 bramek i ex aequo z Arifem Erdemem został królem strzelców rozgrywek. W sezonie 2002/2003 Mansız razem z Beşiktasem wywalczył mistrzostwo Turcji, a stambulski klub uzyskał o siedem punktów więcej niż drugi w tabeli Galatasaray SK. Podczas gry dla ekipy „Czarnych Orłów” turecki zawodnik o miejsce w wyjściowym składzie rywalizował z takimi napastnikami jak Ahmet Dursun, Nihat Kahveci i Daniel Pancu. Łącznie w barwach Beşiktasu Mansız wystąpił w 66 spotkaniach pierwszej lidze tureckiej i strzelił w nich 33 bramki.
W 2004 roku Mansız przeprowadził się do Japonii, gdzie został zawodnikiem zespołu Vissel Kobe, szybko powrócił jednak do Europy, gdzie z powodu kontuzji kolana rozegrał tylko jeden mecz dla rezerw Herthy Berlin. Następnie wziął udział w dziewięciu ligowych spotkaniach MKE Ankaragücü, a przed sezonem 2006/2007 poinformował o zakończeniu piłkarskiej kariery. W późniejszym czasie Mansız dostał ofertę transferu do Los Angeles Galaxy, sam poinformował o możliwości wznowienia treningów z Ankaragücü, jednak ostatecznie nie wrócił już do futbolu.

## Kariera reprezentacyjna
W reprezentacji Turcji Mansız zadebiutował 6 października 2001 roku w przegranym 0:3 meczu przeciwko Mołdawii. Następnie Şenol Güneş powołał go do kadry na Mistrzostwa Świata 2002, na których Turcy wywalczyli trzecie miejsce. Na turnieju w Azji Mansız strzelił złotego gola w wygranym 1:0 ćwierćfinałowym pojedynku z Senegalem oraz dwie bramki w zwycięskim 3:2 spotkaniu o brązowy medal przeciwko Korei Południowej. Ostatni występ w drużynie narodowej Turek zaliczył 19 listopada 2003 roku, a jego reprezentacja zremisowała wówczas z Łotwą 2:2.

## Kariera w łyżwiarstwie figurowym
W 2007 roku w parze ze słowacką łyżwiarką figurową i byłą olimpijką Olgą Bestandigovą wygrał turecki program Buzda Dans, telewizyjne widowisko, w którym znane osobowości świata sportu, muzyki, filmu i estrady wykonywały układy taneczne z profesjonalnymi łyżwiarzami. Wygrana w programie i związek pary zaowocował podjęciem treningów w Stanach Zjednoczonych i startami w profesjonalnych zawodach łyżwiarskich szczebla międzynarodowego. W 2011 roku Bestandigova i Mansiz wyrazili chęć startu w Igrzyskach Olimpijskich w Soczi w konkurencji par sportowych. Do października 2013 Mansiz reprezentował Turcję w dwóch zawodach łyżwiarskich szczebla międzynarodowego: Nebelhorn Trophy 2013 (19. miejsce), i Ondrej Nepela Trophy 2013 (5. miejsce).